# Laura Gasnier
Pour les articles homonymes, voir Gasnier.
Laura Chrystel Gasnier est une pongiste française née le 10 juillet 1993 au Mans.

## Carrière
Licenciée dans le club du CA Mayennais et classée 397e joueuse mondiale, elle participe au Championnat d'Europe de tennis de table 2009 à Stuttgart. Par équipe, avec ses coéquipières Carole Grundisch, Yifang Xian et Audrey Mattenet, elle permet à la France de se maintenir dans l'élite. En simple, elle est l'unique française à passer un tour dans cette compétition.
En 2010, à Nîmes, elle remporte le titre de championne de France de double en étant associée à Anaïs Leveque. Elle conserve ce titre l'année suivante, toujours avec Anaïs Leveque.
Du 23 au 30 mai 2010, elle participe au championnat du monde par équipe à Moscou où la France se classe 23e.
Elle est à nouveau sacrée championne de France en double en 2014, avec Carole Grundisch.
Elle est médaillée de bronze par équipes aux Jeux méditerranéens de 2018 à Tarragone et en double mixte aux Jeux européens de 2019 à Minsk.